# Річард Дормер
Річард Дормер (англ. Richard Dormer; нар. 11 листопада 1969, Портадаун, Північна Ірландія, Велика Британія) — північноірландський актор та сценарист. Найвідоміший своєю роллю Беріка Дондарріона у телесеріалі «Гра престолів».

## Біографія
Народився у Північній Ірландії, в місті Портадаун. Згодом навчався у Королівській академії драматичного мистецтва в Лондоні. Після навчання недовгий час проживав у столиці, а потім переїхав назад до Північної Ірландії, оселився в Белфасті та одружився з режисеркою Рейчел О'Ріордан.
Став відомим завдяки ролі у фільмі «Ураган», де зіграв гравця у більярд Алекса Гіггінса, та до якого написав сценарій. 2003 року отримав нагороду газети «The Stage» за Найкращого актора. 2004 року отримав премію Найкращого актора газети «The Irish Times» за роль у фільмі «Дивіться як армія Ольстера прямує до Сомі».
Дормер також написав кілька п'єс, включаючи такі як «Половина» та «Джентльменський клуб поціновувачів чаю». 2012 року написав п'єсу «Drum Belly» на замовлення Театру Абатства.
З 2012 року почав зніматися у серіалі «Гра престолів», де зіграв Беріка Дондарріона.
2014 року почав грати у серіалі телеканалу Sky Atlantic «Фортитьюд».

## Вибрана фільмографія
| Рік       |   | Українська назва                | Оригінальна назва                  | Роль               |
| --------- | - | ------------------------------- | ---------------------------------- | ------------------ |
| 1991—1991 | с |                                 | Casualty                           | Рік Томлінсон      |
| 1993—1993 | с | Хроніки молодого Індіани Джонса | The Young Indiana Jones Chronicles | цивільний          |
| 2000      | ф |                                 | A Further Gesture                  | Джо                |
| 2005      | ф | Місіс Гендерсон представляє     | Mrs Henderson Presents             | комік              |
| 2007—2007 | с | Мій хлопчик Джек                | My Boy Jack                        | капрал Джон О'Лірі |
| 2009      | ф | П'ять хвилин раю                | Five Minutes of Heaven             | Майкл              |
| 2009      | ф | Машина-привид                   | Ghost Machine                      | Таггерт            |
| 2011—2011 | с |                                 | Hidden                             | Френк Ганна        |
| 2012—2012 | с | Переслідувані                   | Hunted                             | Льюіс Сонрой       |
| 2013—2019 | с | Гра престолів                   | Game of Thrones                    | Берік Дондарріон   |
| 2014      | ф | '71                             | '71                                | Імон               |
| 2015      | ф | 11 хвилин                       | 11 minut                           |                    |
| 2015—2018 | с | Фортитьюд                       | Fortitude                          | Дан Андерссен      |
| 2016—2016 | с | Мушкетери                       | The Musketeers                     | Крістоф            |
| 2019      | ф | Тоґо                            | Togo                               | Доктор Кертіс Велч |
| 2021—2021 | с | Варта                           | The Watch                          | Капітан Сем Ваймз  |
| 2024      | с | День Шакала                     | The Day of the Jackal              | Норман Стоук       |